# Namibië op de Olympische Zomerspelen 2004
Namibië nam deel aan de Olympische Zomerspelen 2004 in Athene, Griekenland. Acht deelnemers, onder wie viervoudig zilverenmedaillewinnaar Frankie Fredericks (2x 1992, 2x 1996), namen deel in vijf takken van sport.

## Resultaten en deelnemers

### Atletiek
| Olympiër           | Discipline | Resultaat | Prestatie                                                                                            |
| ------------------ | ---------- | --------- | --- |
| Frankie Fredericks | 100m (m)   | 17e       | serie 1: 1ste in 10,12 kwartfinale 4: 4de in 10,17                                                   |
| Christie van Wyk   | 100m (m)   | 48e       | serie 9: 5de in 10,49                                                                                |
| Frankie Fredericks | 200m (m)   | 4e        | serie 3: 1ste in 20,54 kwartfinale 1: 2de in 20,20 halve finale 1: 3de in 20,43 finale: 4de in 20,14 |
|                    |            |           | |
| Agnes Samaria      | 800m (v)   | 9e        | serie 2: 2de in 2.00,05 halve finale 1: 5de in 1.59,37                                               |

### Boksen
| Olympiër       | Discipline | Resultaat | Prestatie                                                                                    |
| -------------- | ---------- | --------- | -------------------------------------------------------------------------------------------- |
| Joseph Jermia  | -48kg (m)  | 5e        | 1ste ronde: vrij 2de ronde: W van AUS Wakefield: 29-20 kwartfinale: V van RUS Kazakov: 11-18 |
| Paulus Ambunda | -51kg (m)  | 5e        | 1ste ronde: vrij 2de ronde: W van VEN Mendoza: 39-19 kwartfinale: V van GER Rahimov: 15-28   |

### Schietsport
| Olympiër       | Discipline           | Resultaat | Prestatie                                              |
| -------------- | -------------------- | --------- | ------------------------------------------------------ |
| Friedhelm Sack | 50m pistool (m)      | 41e       | kwalificatie: 41ste met 529 punten (86-86-88-92-87-90) |
| Friedhelm Sack | 10m luchtpistool (m) | 33e       | kwalificatie: 33ste met 572 punten (94-98-97-92-95-96) |

### Wielersport
| Olympiër       | Discipline | Resultaat | Prestatie |
| -------------- | ---------- | --------- | --------- |
| Mannie Heymans | mannen     | 29e       | 2:28.28   |

### Worstelen
| Olympiër    | Discipline  | Resultaat   | Prestatie                                                      |
| Vrije stijl | Vrije stijl | Vrije stijl | Vrije stijl                                                    |
| ----------- | ----------- | ----------- | -------------------------------------------------------------- |
| Nico Jacobs | -96kg (m)   | 18e         | groep C: 3de V van AZE Aghayev: 0-11 V van KAZ Bayramukov: 1-7 |

Afghanistan · Albanië · Algerije · Amerikaanse Maagdeneilanden · Amerikaans-Samoa · Andorra · Angola · Antigua en Barbuda · Argentinië · Armenië · Aruba · Australië · Azerbeidzjan · Bahama's · Bahrein · Bangladesh · Barbados · België · Belize · Benin · Bermuda · Bhutan · Bolivia · Bosnië en Herzegovina · Botswana · Brazilië · Britse Maagdeneilanden · Brunei · Bulgarije · Burkina Faso · Burundi · Cambodja · Canada · Centraal-Afrikaanse Republiek · Chili · China · Chinees Taipei · Colombia · Comoren · Congo-Brazzaville · Congo-Kinshasa · Cookeilanden · Costa Rica · Cuba · Cyprus · Denemarken · Djibouti · Dominica · Dominicaanse Republiek · Duitsland · Ecuador · Egypte · El Salvador · Equatoriaal-Guinea · Eritrea · Estland · Ethiopië · Fiji · Filipijnen · Finland · Frankrijk · Gabon · Gambia · Georgië · Ghana · Grenada · Griekenland · Groot-Brittannië · Guam · Guatemala · Guinee · Guinee‑Bissau · Guyana · Haïti · Honduras · Hongarije · Hongkong · Ierland · IJsland · India · Indonesië · Irak · Iran · Israël · Italië · Ivoorkust · Jamaica · Japan · Jemen · Jordanië · Kaaimaneilanden · Kaapverdië · Kameroen · Kazachstan · Kenia · Kirgizië · Kiribati · Koeweit · Kroatië · Laos · Lesotho · Letland · Libanon · Liberia · Libië · Liechtenstein · Litouwen · Luxemburg · Macedonië · Madagaskar · Malawi · Malediven · Maleisië · Mali · Malta · Marokko · Mauritanië · Mauritius · Mexico · Micronesië · Moldavië · Monaco · Mongolië · Mozambique · Myanmar · Namibië · Nauru · Nederland · Nederlandse Antillen · Nepal · Nicaragua · Nieuw-Zeeland · Niger · Nigeria · Noord-Korea · Noorwegen · Oeganda · Oekraïne · Oezbekistan · Oman · Oostenrijk · Oost‑Timor · Pakistan · Palau · Palestina · Panama · Papoea-Nieuw-Guinea · Paraguay · Peru · Polen · Portugal · Puerto Rico · Qatar · Roemenië · Rusland · Rwanda · Saint Kitts en Nevis · Saint Lucia · Saint Vincent en Grenadines · Salomonseilanden · Samoa · San Marino · Sao Tomé en Principe · Saoedi-Arabië · Senegal · Servië en Montenegro · Seychellen · Sierra Leone · Singapore · Slovenië · Slowakije · Soedan · Somalië · Spanje · Sri Lanka · Suriname · Swaziland · Syrië · Tadzjikistan · Tanzania · Thailand · Togo · Tonga · Trinidad en Tobago · Tsjaad · Tsjechië · Tunesië · Turkije · Turkmenistan · Uruguay · Vanuatu · Venezuela · Verenigde Arabische Emiraten · Verenigde Staten · Vietnam · Wit-Rusland · Zambia · Zimbabwe · Zuid-Afrika · Zuid-Korea · Zweden · Zwitserland